# کراسنا (استان اشوی‌داشکسیه)
کراسنا (به لهستانی: Krasna) یک منطقهٔ مسکونی در لهستان است که در گمینا ستانپورکوو واقع شده‌است. کراسنا ۲۰۰ نفر جمعیت دارد.